# パヴァティズ・ノー・クライム
パヴァティズ・ノー・クライム（Poverty's No Crime）は、1991年にVolker Walsemann、Marco Ahrens、Andreas Tegeler、Christian Scheele、Marcello Maniscalcoによって結成されたドイツのプログレッシブ・メタル・バンドである。
最初の2枚のアルバム、『シンバイオシス』と『オータム・イヤーズ』は、古いレコード会社であるノイズ・レコードの下でリリースされた。その後のアルバムは、インサイド・アウト・レコード・カンパニーの下でリリースされている。彼らのアルバムは、ドイツの雑誌『Rock Hard』から前向きな注目を集めている。

## ディスコグラフィ

### スタジオ・アルバム
- 『シンバイオシス』 - Symbiosis (1995年、Noise Records)
- 『オータム・イヤーズ』 - The Autumn Years (1996年、Noise Records)
- Slave to the Mind (1999年、Inside Out)
- One in a Million (2001年、Inside Out)
- The Chemical Chaos (2003年、Inside Out)
- Save My Soul (2007年、Inside Out)
- Spiral of Fear (2016年、Metalville)